# 青い夜明け
青い夜明け（ブルン・セビョク、푸른새벽）は韓国のドリーム・ポップインディーバンド。2003年にデビューアルバム《Bluedawn》を発売した。2006年にアルバム《春が来れば》（보옴이 오면）を発売して解散したが、2012年新しいアルバム《Blue Christmas》を発売した。

## メンバー
- ハン・ヒジョン（한희정、dawny）：ボーカル、アコースティック・ギター
- チョン・サンフン（정상훈、ssoro）：ボーカル、エレクトリック・ギター

## アルバム
- 2003年　Bluedawn（キャバレーサウンド）
- 2005年　Submarine Sickness + Waveless（パステル・ミュージック）
- 2006年　春が来れば（보옴이 오면）
- 2012年　Blue Christmas